# Hyllisia indica
Hyllisia indica là một loài bọ cánh cứng trong họ Cerambycidae.